# Palais Hardegg

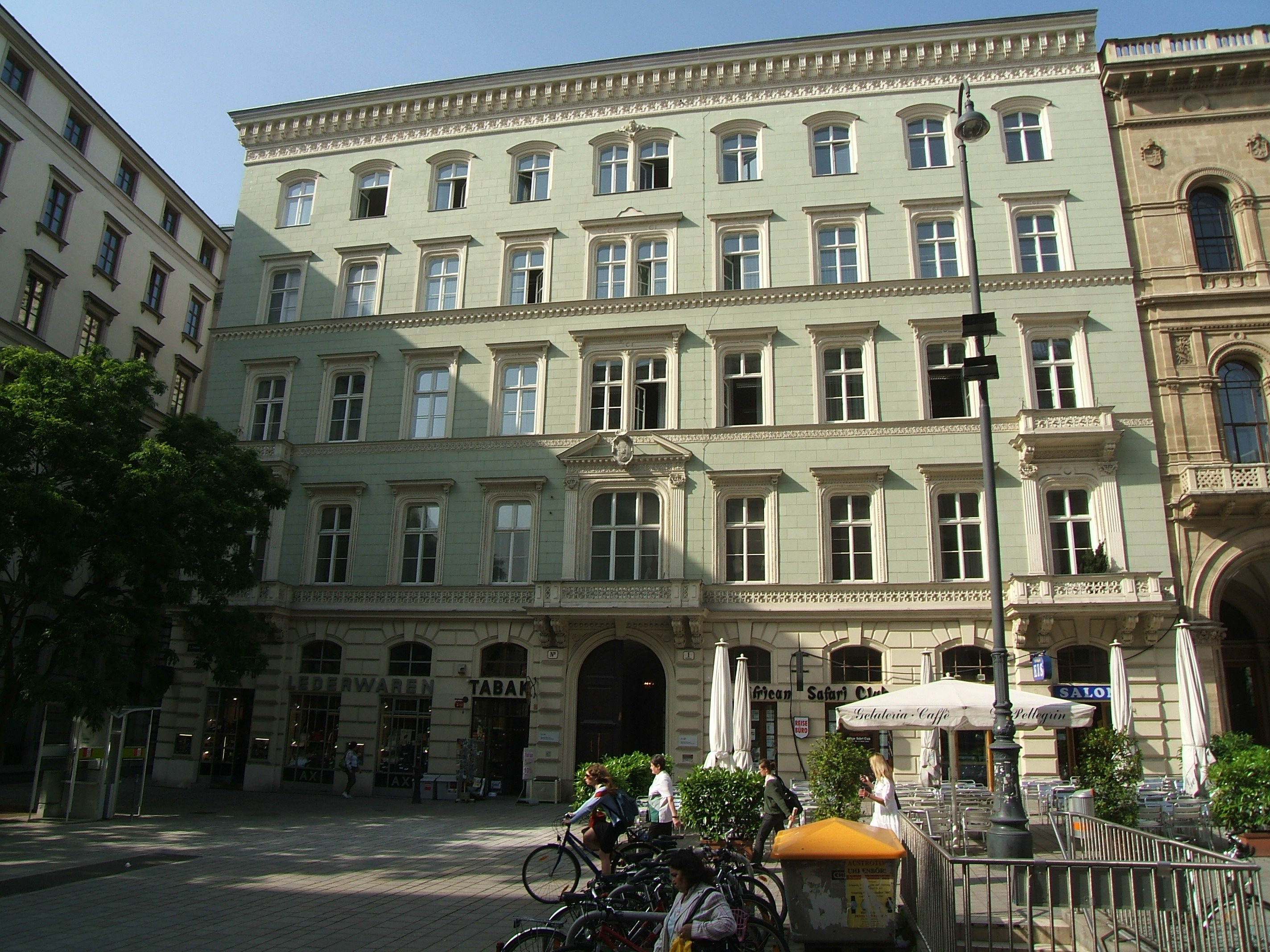
Palais Hardegg

Das Palais Hardegg befindet sich im 1. Wiener Gemeindebezirk Innere Stadt, Freyung 1.

## Geschichte
1847 beauftragte Reichsgraf Maximilian Hardegg die Architekten Johann Romano und August Schwendenwein mit dem Umbau des Palais in ein Mietpalais im Stil des frühen Historismus. Es ist damit eines der seltenen Beispiele eines Mietpalais in der Inneren Stadt. Der früheste Vorgängerbau, der Admonter Hof, reicht urkundlich bis ins 15. Jahrhundert zurück. 1572 wurde daraus das Palais Breuner und es folgten zahlreiche weitere Adelsfamilien: 1670 Palffy, 1694 Kaunitz, 1797 Metternich, 1805 Esterházy und 1827 Colloredo-Mansfeld.
Heute befindet sich das Gebäude im Eigentum einer 2015 von Karl Wlaschek hinterlassenen Stiftung.

## Beschreibung
Die relativ schmale hellgrüne Fassade zur Freyung lässt die Größe des Palais nicht vermuten, das sich über zwei Innenhöfe bis zum Palais Ferstel erstreckt. Der 5-geschoßige Bau besitzt ein rustiziertes Sockelgeschoß mit segmentbogenförmigen Fenstern mit Bogenquaderung, die zu Geschäftsportalen geöffnet wurden. Ein markanter Fries trennt die vier gequaderten Obergeschoße von der Sockelzone. Die Mittel- und Seitenachsen sind in der Beletage durch Balkone auf Doppelkonsolen betont, die auf Lisenen mit Diamantquaderung ruhen. Die Fenster sind mit korinthischen Pilastern gerahmt und das Mittelfenster, ein Tripelfenster, besitzt eine gesprengte Dreiecksgiebelverdachung mit einer Wappenkartusche. In der Mittelachse sind die Fenster der oberen Geschoße als Doppelfenster ausgebildet. Während das oberste Geschoß segmentbogenförmige Fenster und Fensterverdachung besitzt, haben alle anderen Fenster im Fensterverband abgerundete Ecken und eine gerade Verdachung. Gurtgesimse und eine wuchtiges Kranzgesims mit schöner ornamentaler Ausformung betonen die Waagrechte.